# Prostanthera tysoniana
Prostanthera tysoniana là một loài thực vật có hoa trong họ Hoa môi. Loài này được (Carrick) B.J.Conn miêu tả khoa học đầu tiên năm 1992.